# Васильев, Аркадий Александрович
Арка́дий Алекса́ндрович Васи́льев (28 января 1930, Мари-Отары, Нижегородский край — 22 сентября 2012, Москва) — советский хозяйственный, государственный и политический деятель.

## Биография
Окончил Васильевский лесотехнический техникум (Татарская АССР, 1956, с отличием), Поволжский лесотехнический институт (1961), Ленинградскую высшую партийную школу (1966), Марийский совхоз-техникум (1974).
Член КПСС с 1956 года.
С 1956 года — на хозяйственной, общественной и политической работе. В 1956—1956 годах — мастер, старший диспетчер, секретарь партийного комитета Волжского целлюлозно-бумажного комбината, студент Приволжского технологического института, первый секретарь Волжского городского комитета КПСС, председатель Совета Министров Марийской АССР (1976—1990).
Избирался депутатом Верховного Совета Марийской АССР 5 созывов (1967—1990), Верховного Совета РСФСР 10-го и 11-го созывов (1980—1990). Делегат XXVI, XXVII съездов, XIX конференции КПСС. Консультант президентов Марий Эл.
Умер 22 сентября 2012 года в Москве. Похоронен на Туруновском кладбище Йошкар-Олы.

## Награды
- Орден Октябрьской Революции (1974)
- Орден Трудового Красного Знамени (1971)
- Орден Дружбы народов (28.01.1980)[3]
- Почётная грамота Президиума Верховного Совета Марийской АССР (1980, 1990)